# Bryodema brunnerianum
Bryodema brunnerianum är en insektsart som beskrevs av Henri Saussure 1884. Bryodema brunnerianum ingår i släktet Bryodema och familjen gräshoppor. Inga underarter finns listade i Catalogue of Life.